# Hipoepa fractalis
Hipoepa fractalis är en fjärilsart som beskrevs av Achille Guenée 1854. Hipoepa fractalis ingår i släktet Hipoepa och familjen nattflyn. Inga underarter finns listade i Catalogue of Life.

## Bildgalleri

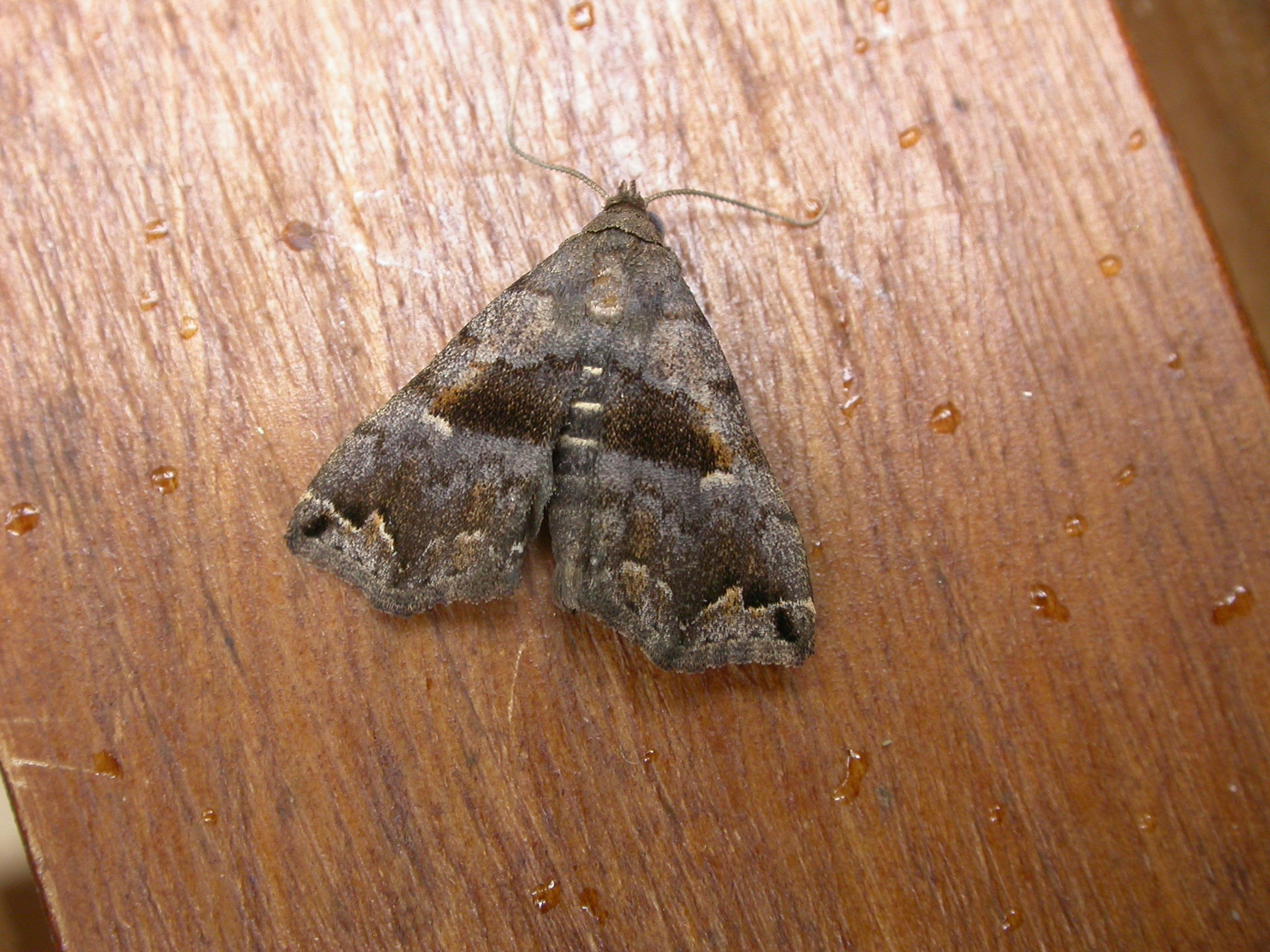
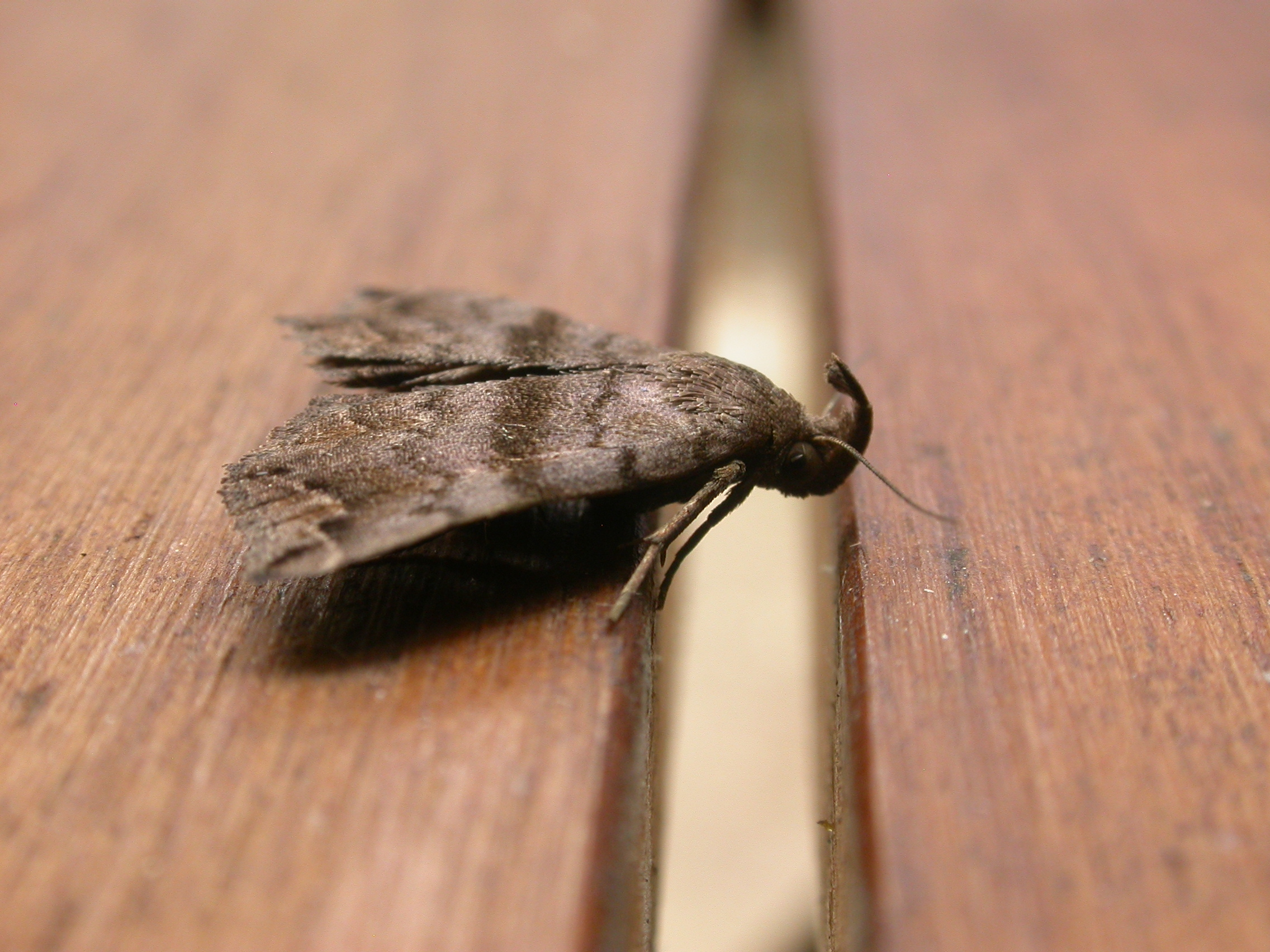